# 4GL
 Vierde generatie programmeertaal ofwel in het Engels: Fourth-generation Programming Language (4GL) is een programmeertaal die specifiek is ontworpen met een bepaald doel (bepaalde doelgroep) in het achterhoofd.
Meestal is de 4GL taal gebaseerd op een dichter bij de machine (computer) staande programmeertaal en zodanig gestructureerd dat kennis van deze "lagere" programmeertaal niet nodig is, om toch toepassingen te kunnen schrijven. Voorbeelden van 4GLs zijn Progress 4GL en Uniface.
Vaak ook gebruikt voor een "rapportgenerator" waarbij de gebruiker van bepaalde programmatuur, op "eenvoudige" wijze zelf rapportages kan (laten) genereren binnen het programma. Voorbeeld : ABAP voor het SAP systeem en FOCUS voor WebFOCUS.
Meestal is echter toch kennis van programmeren nodig om succesvol met een 4GL taal te kunnen zijn.